# Izvor (distrikt i Bulgarien, Burgas)
Izvor (bulgariska: Извор) är ett distrikt i Bulgarien.   Det ligger sedan 2010 i kommunen Obsjtina Burgas och regionen Burgas, i den östra delen av landet, 300 km öster om huvudstaden Sofia.
Trakten runt Izvor består till största delen av jordbruksmark. Runt Izvor är det ganska glesbefolkat, med 26 invånare per kvadratkilometer.